# Eric Morley
Eric Douglas Morley (26 tháng 9 năm 1918 – 9 tháng 11 năm 2000) là người sáng lập của cuộc thi Hoa hậu Thế giới.

## Tiểu sử
Cha của Eric mất sớm khi ông còn rất nhỏ. Đến năm 11 tuổi, mẹ và cha dượng của ông cũng qua đời. Morley theo học tại trường tiểu học Whitstable, nhưng sau đó Hội đồng Thành phố London đã quyết định gửi ông đến một trung tâm huấn luyện hải quân và sau đó, ông tham gia và quân đội. Trong Chiến tranh thế giới thứ hai, ông từng là chỉ huy một quân đoàn.
Sau khi chiến tranh kết thúc, Eric Morley bắt đầu bước chân vào lĩnh vực giải trí. Ông đã tổ chức và giới thiệu những chương trình ca kĩ trên đài truyền hình BBC và sau đó tổ chức một loạt các hoạt động giải trí đặc sắc khác. Năm 1960, ông cưới bà Julia Morley, đương kim chủ tịch của cuộc thi Hoa hậu Thế giới ngày nay.
Vào năm 1951, Eric Morley tổ chức một cuộc thi sắc đẹp để quảng bá các mốt áo tắm mới nhất tại London, Anh và cuộc thi đã được truyền thông quốc tế gọi là Hoa hậu Thế giới (Miss World) mặc dù về tính chất thì không phải. Eric Morley dự định chỉ tổ chức cuộc thi một lần duy nhất nhưng sau khi biết được người Mỹ khởi xướng một cuộc thi sắc đẹp khác với tên gọi Hoa hậu Hoàn vũ (Miss Universe) thì ông quyết định sẽ biến Hoa hậu Thế giới trở thành một cuộc thi sắc đẹp thường niên.
Ngày nay, Hoa hậu Thế giới là cuộc thi sắc đẹp có uy tín lớn nhất thế giới. Cuộc thi cùng với Hoa hậu Hoàn vũ, Hoa hậu Quốc tế và Hoa hậu Trái Đất tạo nên Tứ đại Hoa hậu. Tuy nhiên dưới nhiệm kỳ của Morley, ông đã tước vương miện tới 3 Hoa hậu Thế giới. Đó là Marjorie Wallace (1973), Helen Morgan (1974) và Gabriela Brum (1980), ngoài ra còn một số hoa hậu khác dính scandal và suýt bị tước vương miện.
Eric Morley từ trần vào ngày 9 tháng 11 năm 2000. Ông giao lại cho vợ chức chủ tịch của Tổ chức Hoa hậu Thế giới – bà Julia Morley.